# Caulimoviridae
Caulimoviridae es una familia de virus ADN retrotranscritos que infectan plantas. Su genoma consiste en una cadena de ADN bicatenario, por tanto, se incluyen en el Grupo VII de la Clasificación de Baltimore. 
Todos los virus de esta familia no presentan envoltura. Las partículas del virus contienen una nucleocápside de dos posibles formas: baciliforme o isométrica. El tipo de nucleocápside incorporado en la estructura del virus determina el tamaño de los virus. La nucleocápside de los virus baciliformes mide unos 35-50 nm de diámetro y llega hasta 900 nm de longitud. Los virus de nucleocápside isométrica miden, en promedio, 45-50 nm de diámetro y muestran simetría icosaédrica.
La familia incluye los siguientes géneros:
- Género Badnavirus; especie tipo: Virus del moteado amarillo de Commelina.
- Género Caulimovirus; especie tipo: Virus del mosaico de la coliflor.
- Género Tungrovirus; especie tipo: Virus baciliforme del tungro del arroz.
- Género Soymovirus; especie tipo: Virus del moteado clorótico de la soja.
- Género Cavemovirus; especie tipo: Virus del mosaico veteado de la yuca.
- Género Petuvirus; especie tipo: Virus del veteado claro de la petunia.

## Estructura genómica y replicación
El genoma de los virus de esta familia consiste en un único segmento de ADN, ya sea de estructura circular o lineal. El tamaño del genoma es usualmente de 6.000-8.000 pares de bases. Dependiendo del virus, el ADN puede contener un marco abierto de lectura (ORF), como por ejemplo en Pertuvirus, o hasta ocho ORFs como en Soyamovirus. Las proteínas codificadas en el genoma de esta familia incluyen la transcriptasa inversa, proteasas, la nucleocápside y transactivadores. Hay otras proteínas esenciales para la replicación a las que aún no se le ha asignado una función específica.
La replicación se lleva a cabo tanto en el citoplasma como en el núcleo de la célula huésped. En primer lugar, el ADN viral entra en el citoplasma donde forma estructuras mini-cromosómicas altamente empaquetadas que, a continuación, entran en el núcleo de la célula huésped. El ADN viral se transcribe en ARN con poliadenilación que es terminalmente redundante debido a que la transcripción se produce dos veces para algunas partes del ADN. El ARN transcrito entra nuevamente en el citoplasma, en donde puede realizar dos funciones. Puede utilizarse como plantilla para la síntesis de las proteínas virales o puede someterse a la transcripción inversa por la transcriptasa inversa codificada por el virus para fabricar ADN monocatenario. Este ADN puede entonces volver a introducirse el núcleo para repetir el proceso (amplificación).
Puesto que la replicación requiere de ARN intermedio, los virus de la familia Caulimoviridae no son verdaderos virus ADN bicatenarios. En lugar de ello se consideran virus ADN bicatenarios retrotranscritos esto es, virus que comprenden una etapa de transcripción inversa en su ciclo de replicación. Esta característica se da también en los retrovirus, sin embargo, existen varias diferencias importantes. Los virus de la familia Caulimoviridae, a diferencia de los retrovirus, no requieren la integración viral en el genoma del huésped con el fin de replicarse y por esta razón su genoma no codifica la proteína enzimática integrasa.